# Julio Pedernera
Julio Pedernera (nacido en San Rafael el 8 de diciembre de 1956) es un exfutbolista argentino. Se desempeñaba como marcador de punta izquierda, y debutó profesionalmente en Deportivo Argentino de San Rafael. Fue campeón de la Primera División de Argentina con Rosario Central en el Campeonato 1986-87.

## Carrera
Sus primeros pasos en el fútbol los dio en el Club Deportivo Argentino de San Rafael, en su ciudad natal, con el que se coronó campeón de la Liga Sanrafaelina de Fútbol en el año 1977. Sus buenas actuaciones decidieron su contratación por parte de Independiente Rivadavia, asiduo concurrente de los Nacionales. Con el equipo de casaca azul obtuvo el Torneo Regional en 1980 y 1982.
Continuó su carrera en el fútbol metropolitano al fichar por Quilmes; en 1985 pasó a Rosario Central a pedido del entrenador Pedro Marchetta. El canalla había perdido la categoría el año anterior y su retorno a la máxima categoría fue rápido, al coronarse con holgura en el torneo de Primera B. Pedernera jugó 39 partidos de los 42 de su equipo, marcando dos goles.
Debido a una restructuración en el calendario deportivo, Rosario Central estuvo el primer semestre de 1986 sin disputar partidos oficiales, por lo que cedió a sus futbolistas a préstamo a diversos clubes. Pedernera pasó a Platense.
De cara al Campeonato de Primera División 1986-87 volvió al club rosarino, ahora entrenado por Ángel Tulio Zof. Ganó la titularidad en el puesto de marcador de punta izquierda, faltando a un solo partido en todo el torneo, que finalizó con la conquista del título por parte del canalla, marcando un hecho histórico en el fútbol argentino al consagrarse campeón de Primera División en la temporada inmediatamente posterior a haber ascendido. Prosiguió en Arroyito dos temporadas más, totalizando 127 partidos y 3 goles vistiendo la casaca auriazul.
Luego de un año más en Primera División, jugando para Vélez Sarsfield, retornó a los torneos de ascenso, primeramente para Colón y después en Argentino de Rosario. Cerró su carrera en otro club de su ciudad natal, Sportivo Pedal Club de San Rafael.

## Clubes
| Club                             | País      | Año       |
| -------------------------------- | --------- | --------- |
| Deportivo Argentino (San Rafael) | Argentina | 1976-1978 |
| Independiente Rivadavia          | Argentina | 1979-1982 |
| Quilmes                          | Argentina | 1982-1984 |
| Rosario Central                  | Argentina | 1985      |
| Platense                         | Argentina | 1986      |
| Rosario Central                  | Argentina | 1986-1989 |
| Vélez Sarsfield                  | Argentina | 1989-1990 |
| Colón                            | Argentina | 1990-1991 |
| Argentino (Rosario)              | Argentina | 1991-1992 |
| Sportivo Pedal (San Rafael)      | Argentina | 1993-1994 |

## Palmarés

### Torneos nacionales
| Título           | Equipo                | País      | Año     |
| ---------------- | --------------------- | --------- | ------- |
| Segunda División | C. A. Rosario Central | Argentina | 1985    |
| Primera División | C. A. Rosario Central | Argentina | 1986-87 |

### Torneos regionales
| Título          | Equipo                  | País      | Año  |
| --------------- | ----------------------- | --------- | ---- |
| Torneo Regional | Independiente Rivadavia | Argentina | 1980 |
| Torneo Regional | Independiente Rivadavia | Argentina | 1982 |

### Torneos locales
| Título                      | Equipo              | País      | Año  |
| --------------------------- | ------------------- | --------- | ---- |
| Liga Sanrafaelina de Fútbol | Deportivo Argentino | Argentina | 1977 |